# Maurice Suckling

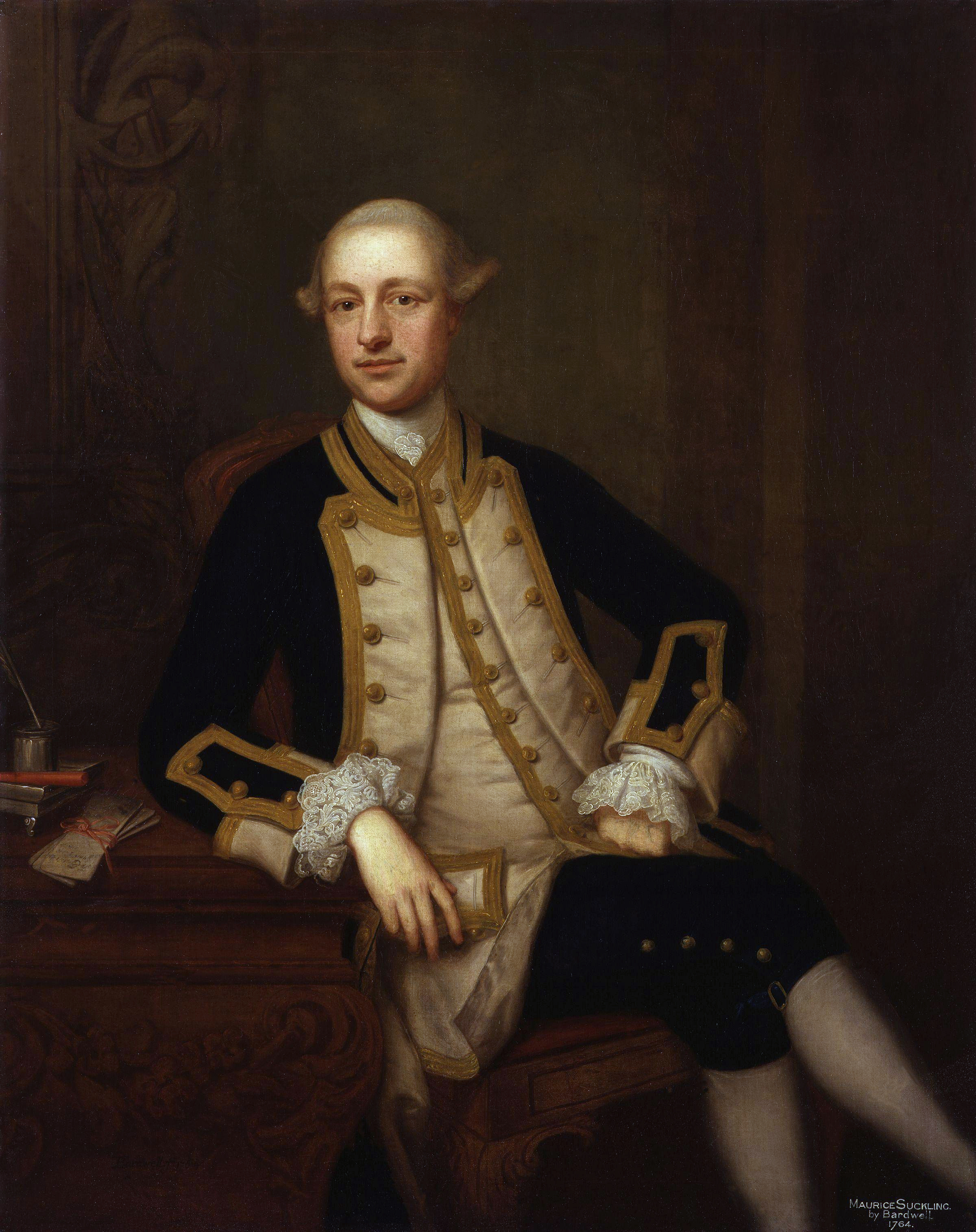
Capitão Maurice Suckling

Capitão Maurice Suckling (1726-1778) foi um oficial da Marinha Real Britânica, cuja influência foi fundamental na formação do seu sobrinho, o almirante Horatio Nelson. Atingiu o posto de capitão e a posição de Lorde Comissário do Almirantado. 